# Liste der brasilianischen Botschafter in Guinea-Bissau
Die brasilianische Botschaft liegt zwischen der Rua São Tomé Ecke Rua Moçambique und Avenida do Brasil in Bissau.
| Ernannt       | Name                         | Bemerkungen                                                         | ernannt während der Regierung von    | akkreditiert während der Regierung von | Posten verlassen |
| ------------- | ---------------------------- | ------------------------------------------------------------------- | ------------------------------------ | -------------------------------------- | ---------------- |
| 1973          | Joayrton Martins Cahú        |                                                                     | Emílio Garrastazu Médici             | Francisco Mendes                       | 6. Feb. 1975     |
| 7. Feb. 1975  | Affonso Celso de Ouro-Preto  | Geschäftsträger                                                     | Ernesto Geisel                       | Francisco Mendes                       | 2. Apr. 1975     |
| 3. Apr. 1975  | Antonio Ferreira da Rocha    | Geschäftsträger                                                     | Ernesto Geisel                       | Francisco Mendes                       | 4. Mai 1975      |
| 5. Mai 1975   | Joayrton Martins Cahú        |                                                                     | Ernesto Geisel                       | Francisco Mendes                       | 2. Juli 1975     |
| 3. Juli 1975  | Marcos Antonio Diniz Brandão | Geschäftsträger                                                     | Ernesto Geisel                       | Francisco Mendes                       | 6. Juli 1975     |
| 7. Juli 1975  | Joayrton Martins Cahú        |                                                                     | Ernesto Geisel                       | Francisco Mendes                       | 12. Dez. 1975    |
| 13. Dez. 1975 | Marcos Antonio Diniz Brandão | Geschäftsträger                                                     | Ernesto Geisel                       | Francisco Mendes                       | 31. Dez. 1975    |
| 1983          | Affonso Celso de Ouro-Preto  |                                                                     | João Baptista de Oliveira Figueiredo | Victor Saúde Maria                     | 1987             |
| 1985          | João Inácio Oswald Padilha   | Geschäftsträger                                                     | José Sarney                          | Victor Saúde Maria                     | 1986             |
| 7. Juni 2000  | Arthur Vivacqua Corrêa Meyer | (* 12. Juni 1948 in Rio de Janeiro)                                 | Fernando Henrique Cardoso            | Caetano N’Tchama                       |                  |
| 2004          | João Inácio Oswald Padilha   | Geschäftsträger                                                     | Luiz Inácio Lula da Silva            | Artur Sanhá                            |                  |
| 2005          | João Batista Cruz            | (* 24. Juni 1944) Sohn von Sebastiana Maria und Joâo Cruz Goncalves | Luiz Inácio Lula da Silva            | Carlos Gomes Júnior                    |                  |
| 18. Dez. 2007 | Jorge Geraldo Kadri          | [ 2 ]                                                               | Luiz Inácio Lula da Silva            | Martinho Ndafa Kabi                    |                  |
| 13. Dez. 2011 | Fernando Apparicio da Silva  | (* 14. April 1959 in Rio de Janeiro)                                | Dilma Rousseff                       | Carlos Gomes Júnior                    |                  |
| 2012          | Evaldo Freire                | Geschäftsträger                                                     | Dilma Rousseff                       | Adiato Diallo Nandigna                 |                  |